# 山本未來
山本 未來（やまもと みらい、1974年11月4日 - ）は、日本の女優。東京都出身。テアトル・ド・ポッシュ所属。American School In Japan卒業。

## 人物・来歴
ファッションデザイナーの山本寛斎の次女。
1990年に行われたアミューズのオーディションで36,000人の中から選ばれ、映画『喜多郎の十五少女漂流記』にて女優デビュー。
1998年には、リー・チーガイ監督の映画『不夜城』にてヒロイン役を務め、同年公開の映画『Who am I?』ではジャッキー・チェンとの共演を果たす等、国際的な活躍を見せた。
2003年に俳優の椎名桔平と結婚。
2006年、アミューズからテアトル・ド・ポッシュへ移籍。
2008年の映画『花影』では、流暢な朝鮮語を用い、在日三世の役柄を見事に演じきった。
2010年に第1子となる男児を出産した。
2019年に離婚。長男の親権は山本が持つ。
2020年俳優業の傍ら、父が立ち上げた会社である寛斎スーパースタジオのプロデューサーとなる。
趣味は旅行・テニス・乗馬・ピラティス・スノーボード・特技は英会話（Native English Level)・水泳。

## 出演

### 映画
- 喜多郎の十五少女漂流記（1992年）
- アトランタ・ブギ（1996年）
- 三毛猫ホームズの推理（1996年）
- SADA〜戯作・阿部定の生涯（1998年）
- 不夜城 SLEEPLESS TOWN（1998年）
- WHO AM I? （1998年、香港映画）
- 39 刑法第三十九条（1999年）
- ミスター・ルーキー（2002年）
- 鏡の女たち（2003年）
- ほたるの星（2003年）
- 日野日出志のザ・ホラー怪奇劇場『第一夜 地獄小僧』（2004年）
- エクステ（2007年）
- 花影 （2008年）
- 悲しき天使（2008年）
- 赤い糸（2008年）
- ヴィヨンの妻 〜桜桃とタンポポ〜（2009年）
- 明日に架ける愛（2012年）
- クロスロード（2015年） - 石井由香 役
- ミッドナイト・バス（2018年）[6]
- 風の電話（2020年） - 友香 役
- 小説の神様 君としか描けない物語（2020年） - 河埜 役[7]
- わたしの幸せな結婚（2023年） - ゆり江 役[8]
- ふしぎ駄菓子屋 銭天堂（2024年） - 浅井真美子 役[9][10]

### テレビドラマ
- BLACK OUT（1995年10月 - 1996年3月、テレビ朝日） - 中園祥子 役 ※後に結婚する椎名桔平との初共演作。
- 上海人在东京（1996年） - 小林惠子 役
- 三毛猫ホームズの推理 女子大寮連続殺人!（1996年、テレビ朝日） - 吉塚雪子 役
- 外科医・夏目三四郎（1998年10月 - 12月、テレビ朝日） - 川波直 役
- 刑事たちの夏…（1999年、読売テレビ）
- NHK天使のマラソンシューズ（1999年、NHK）
- リミット もしも、わが子が…（2000年、読売テレビ）
- 喪服のランデヴー（2000年8月 - 9月、NHK） - 青木千夏 役
- NHK正月スペシャル 夢駆ける大地（2001年1月2日、NHK） - 主演
- 2001年のおとこ運（2001年、関西テレビ）
- 科捜研の女 第3シリーズ 最終話（2001年12月20日、テレビ朝日） - 伊塚夏子 役
- 逮捕しちゃうぞ 第2話（2002年10月24日、テレビ朝日）
- 相棒 season1 第9話（2002年12月4日、テレビ朝日） - 桐野リサ 役
- ホーム&アウェイ 第5回（2002年11月4日、フジテレビ）
- 山田太一スペシャルドラマ・香港明星迷（2002年9月4日、テレビ東京） 薬師丸ひろ子、山本未來、室井滋が、香港スターを追っかけるOL役を演じ、イーキン・チェンが本人役でゲスト出演。
- スカイハイ 第六死（2003年2月21日、テレビ朝日） - 三浦洋子 役
- 龍神町龍神十三番地（2003年6月26日、TBS）
- ワルシャワの秋（2003年12月23日、関西テレビ） - 和地典子 役
- 女と愛とミステリー パートタイム探偵2（2004年） ‐ 小田島理恵
- 火曜サスペンス劇場「事件記者・三上雄太シリーズ」（2004年 - 2005年、日本テレビ） - 一ノ瀬礼子 役
- 十津川警部シリーズ 寝台特急あさかぜ殺人事件（2005年、TBS） - 白井マユミ 役
- 翼の折れた天使たち 「セレブ」（2006年2月、フジテレビ） - 松岡由美 役
- タイヨウのうた（2006年7月 - 9月、TBS）
- 水曜ミステリー9「信濃のコロンボ事件ファイル14・死あわせなカップル」（2007年4月、テレビ東京）
- 土曜ワイド劇場「刑事殺しシリーズ」（2007年 - 2009年、朝日放送） - 野津希和子 役
- 鹿鳴館（2008年1月5日、テレビ朝日）
- 赤い糸（2008年12月 - 2009年2月、フジテレビ） - 西野夏実 役
- つばさ（NHK連続テレビ小説）（2009年5月、NHK） - 横矢みちる 役
- オトメン（乙男）（2009年8月 - 11月、フジテレビ） - 正宗浄美 役
- 誰かが嘘をついている（2009年10月6日、フジテレビ） - 三浦係長 役
- 花ざかりの君たちへ〜イケメン☆パラダイス〜2011（2011年8月、フジテレビ） - 難波伊緒 役
- 金曜プレステージ「所轄刑事8〜信州・安曇野〜白骨温泉売春組織に迫る復讐の剣」（2013年1月18日、フジテレビ） - 水元敦子 役
- 月曜ゴールデン「警視・深町征爾2 殺人者にラブソングを」（2013年7月8日、TBS） - 浅倉香澄 役
- 怪奇大作戦 ミステリー・ファイル 第2話（2013年10月12日、NHK BSプレミアム） - 安堂薫 役
- ドクターX〜外科医・大門未知子〜 第2期 第3話（2013年10月31日、テレビ朝日） - 三村寅子 役
- マルホの女〜保険犯罪調査員〜 第2話（2014年4月18日、テレビ東京） - 川島則子 役
- アリスの棘 第6話（2014年5月16日、TBS） - 三浦直子 役
- ウルトラマンギンガS（2014年7月15日 - 12月23日、テレビ東京） - キサラ 役
- Nのために（2014年10月 - 12月、TBS） - 池園（杉下）早苗 役
- 土曜ワイド劇場「監察官・羽生宗一2」（2014年11月1日、テレビ朝日） - 前園由希子 役
- ゴーストライター 第3話（2015年1月27日、フジテレビ）
- 水曜ミステリー9「警視庁特命刑事☆二人〜代官山コールドケース〜」（2015年12月23日、テレビ東京） - 朝香千津子 役
- ヒガンバナ〜警視庁捜査七課〜 第2話（2016年1月20日、日本テレビ） - 桐谷由香里 役
- 松本清張ドラマスペシャル 黒い樹海（2016年3月13日、テレビ朝日） - 倉野むら子 役
- ドクター調査班〜医療事故の闇を暴け〜 第3話（2016年5月6日、テレビ東京） - 黒沢淳子 役[11]
- 刑事7人 第2シリーズ 第8話（2016年9月7日、テレビ朝日） - 柳静香 役
- 就活家族〜きっと、うまくいく〜（2017年1月 - 3月、テレビ朝日） - 中原綾子 役
- 愛してたって、秘密はある。（2017年7月 - 9月、日本テレビ） - 香坂いずみ 役
- 居酒屋ふじ 第11・12話（2017年9月17日・9月24日、テレビ東京） - 山城真由美 役
- 警視庁・捜査一課長 season3 第5話（2018年5月10日、テレビ朝日） - 北見今日子 役
- SUITS/スーツ（2018年、フジテレビ） ‐ 畠中美智留 役
- 遺留捜査 スペシャル（2018年11月11日、テレビ朝日） - 市瀬しずか 役
- サイレント・ヴォイス 行動心理捜査官・楯岡絵麻 第9話（2018年、テレビ東京） - 細川めぐみ 役
- 特捜9スペシャル「特捜班最後の事件」（2019年4月7日、テレビ朝日） - 小柳法子 役
- 監察医 朝顔（フジテレビ） - 石田李子 役
  - 第1シリーズ 第7話（2019年8月26日）
  - 特別編（2019年9月30日）
  - 第2シリーズ 第16話（2021年3月1日）
- 今野敏サスペンス 機捜235（2020年4月24日、テレビ東京） - 安永知世 役[12]
- おじさんはカワイイものがお好き。第3話（2020年8月27日、読売テレビ） - 武林穂歩 役
- ナイト・ドクター 第5話（2021年7月19日、フジテレビ） - 秋山真紀 役
- 孤独のグルメSeason9 特別編（2021年12月31日、テレビ東京） - 松の家・女将 役
- 義母と娘のブルース 2022年謹賀新年スペシャル（2022年1月2日、TBS） - 中瀬泉美 役[13]
- 石子と羽男-そんなコトで訴えます?- 第9話、最終話（2022年9月9日・9月16日、TBS） - 日向綾 役
- クロサギ 第4話（2022年11月11日、TBS） - 草刈博美 役
- 往生際の意味を知れ!（2023年3月8日 - 4月26日、MBS・TBS） - 日下部由紀 役[14]
- 生理のおじさんとその娘（2023年3月24日、NHK総合） - 月坂まどか 役
- 神の手（2023年5月15日、テレビ東京） - 本郷素子 役[15]
- マイ・セカンド・アオハル 第3話・第4話（2023年10月31日・11月7日、TBS） - 凛子 役
- アンチヒーロー 最終話（2024年6月16日、TBS） - 青山憲治の妻 役[16]
- 密告はうたう2 警視庁監察ファイル（2024年8月11日 - 、WOWOW） - 百合 役[17]
- 海に眠るダイヤモンド（2024年10月20日 - 12月22日、TBS） - 寿美子 役[18]
- 忘れっぽいハムレット（2024年11月9日、テレビ愛知） - 木下祐子 役[19]
- 恋は闇（2025年4月16日 - 6月18日、日本テレビ） - 尾高多江子 役[20]
- DOCTOR PRICE 第3話（2025年7月27日、読売テレビ・日本テレビ） - 押切多恵 役[21]

### 舞台
- カ・オ・リ（1993年、小野原和宏演出）
- 地図にない街（1999年、地球ゴージャス演出）
- kansai super show（2000年）
- kansai super show 『アボルダージュ』（2004年）
- 妻をめとらば〜晶子と鉄幹〜（2007年、宮田慶子演出）

### バラエティ
- うれしたのし大好き（フジテレビ、1992年7月 - 10月）
- トップミュージックEX（NHK BS2、1996年）

### ラジオ
- Come on FUNKY Lips!（1994年）

### CM
- 資生堂 『Vivace（ビバーチェ）』
- アース製薬 『モンダミン』（2007年 - ）
- 花王 『ハミングフレア』
- 『サッポロ一番』
- トヨタ自動車 『カローラアクシオ』（2代目(通算10代目)/E140型（後期型）） - 「ジャストサイジング -カローラアクシオが新鮮だ-」篇（2008年10月 - 2009年3月）※実父の山本寛斎と共演

### ミュージックビデオ
- GENERATIONS from EXILE TRIBE「DREAMERS」（2019年）[22]

### その他
- ドコモ動画 アマルフィ ビギンズ